# Sandro Toscano
Alexandro Daniel Toscano Llordal (Cosenza, Italia, 8 de octubre de 1995), más conocido como Sandro Toscano, es un futbolista italiano que juega de mediocentro y actualmente se encuentra sin equipo tras abandonar el C. D. Badajoz.

## Trayectoria
Toscano, nacido en Italia, empezó su carrera futbolística en el Fútbol Club Barcelona, para después pasar al Club Gimnàstic de Tarragona en categoría cadete. Ficharía posteriormente por el Real Madrid Club de Fútbol, equipo en el que jugó hasta juvenil. Volvería a Cataluña, para recalar en el filial del Centre d'Esports Sabadell Futbol Club, hasta debutar con el primer equipo arlequinado en febrero de 2016. 
En el Club de Fútbol Badalona, para la temporada 2016-17, llegaría su mejor momento, siendo el mediocentro titular del equipo, perdiéndose apenas seis partidos en toda la campaña, lo que le valdría para firmar por dos temporadas por el Club Gimnàstic de Tarragona que acabaría de ascender a la Segunda División de España para la temporada 2017-18, regresando al club catalán donde había jugado en categoría cadete, equipo con el que sin embargo no jugaría ningún partido, saliendo cedido a la Unión Deportiva Melilla en el mercado de invierno y rescindiendo su contrato al final de la temporada para firmar por el Club Deportivo Ebro de la Segunda División B de España, club donde coincidiría con su entrenador en Badalona Manolo González. 
El 27 de julio de 2021 el Hércules de Alicante CF hace oficial su fichaje para la próxima temporada.
El 5 de julio de 2023 el Club Deportivo Badajoz anunciaría la llegada del jugador italiano firmando por una temporada.

## Clubes
| Club                    | País   | Año       |
| ----------------------- | ------ | --------- |
| C. E. Sabadell F. C.    | España | 2015-2016 |
| C. F. Badalona          | España | 2016-2017 |
| Gimnàstic de Tarragona  | España | 2017-2018 |
| U. D. Melilla           | España | 2018      |
| C. D. Ebro              | España | 2018-2019 |
| San Fernando C. D.      | España | 2019-2021 |
| Hércules de Alicante CF | España | 2021-2023 |
| C. D. Badajoz           | España | 2023-2024 |